# مركز مهير الروحاني

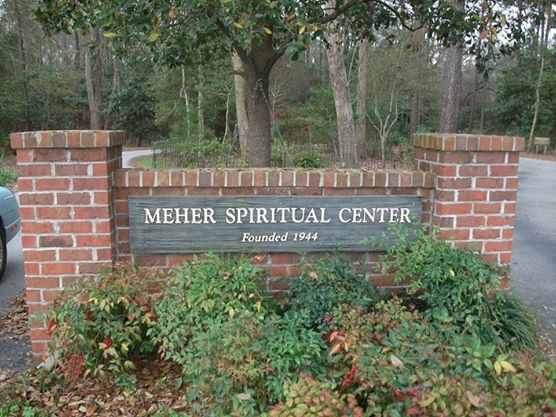
المدخل الرئيسي للمركز

مركز مهير الروحاني هو خلوة روحية على مساحة 500 أكر (200 ها) على طول المحيط الأطلسي بين ميرتل بيتش وشمال ميرتل بيتش في ساوث كارولينا وبجوار برياركليف أكريس. تم تأسيس المركز من قبل إليزابيث شابين باترسون والأميرة نورينا ماتشابيلي في أوائل الأربعينات من القرن الماضي تحت إشراف سيد الروحية الهندي مهير بابا «كمحجة لكل العصور» . هدفها المعلن هو أن تكون موجودة «كمزار للراحة، والتأمل، وتجديد الحياة الروحية». 
تم تصنيف مركز ميهر الروحاني كجزء من محمية للحياة البرية في كارولينا الجنوبية، لاحتوائها على أكثر من 200 نوعا من النباتات و100 نوعا من الطيور و 44 نوعًا من الحيوانات. يحتوي المركز على بحيرتين، والعديد من المسارات الطبيعية، وعلى ميل من شواطئ المحيط الأطلسي. يضم المركز منزلاً تم بناؤه لـ «مهير بابا» للإقامة به والذي يدعى «مسكن ميهار»، وعادة ما يشار إليه باسم «بيت بابا». بقي مهر بابا هناك خلال زياراته الثلاث إلى أمريكا في الخمسينات. افتتح بابا مركز ميهير في عام 1952 وزاره أيضا في 1956 و 1958. 

## التاريخ
طلب مهير بابا بأن تستوفي أرض مركزه في أمريكا لمعايير معينة هي: يجب أن يكون للمكان مناخ معتدل، وتربة عذراء، ماء وفير، وتربة يمكن أن تكون مكتفية ذاتيا لعدد كبير من الناس، ويجب أن تعطى الملكية من القلب. سعت إليزابيث باترسون ونورينا ماتشابيلي في البداية إلى الحصول على أراض في أجزاء أخرى من الولايات المتحدة بما في ذلك كاليفورنيا. لكن لم يستطيعاإ يجاد أي أرض تستوفي جميع المعايير. وفي نهاية المطاف، منح والد إليزابيث باترسون، سيمون ب. شابان الذي كان أحد المطورين الأصليين لشاطئ ميرتل، الأرض كهدية. وظن أن الأرض غير مناسبة لخطط منتجعه لأن البحيرات تعرقل الوصول إلى الشاطئ.

## المباني والمواقع المختلفة في المركز

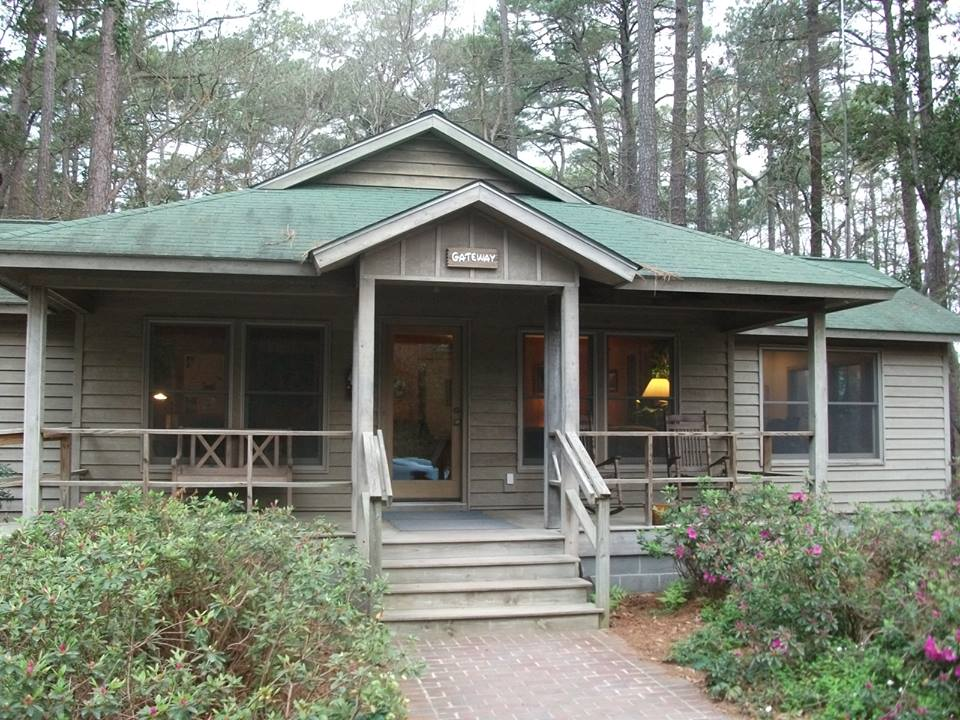
بوابة
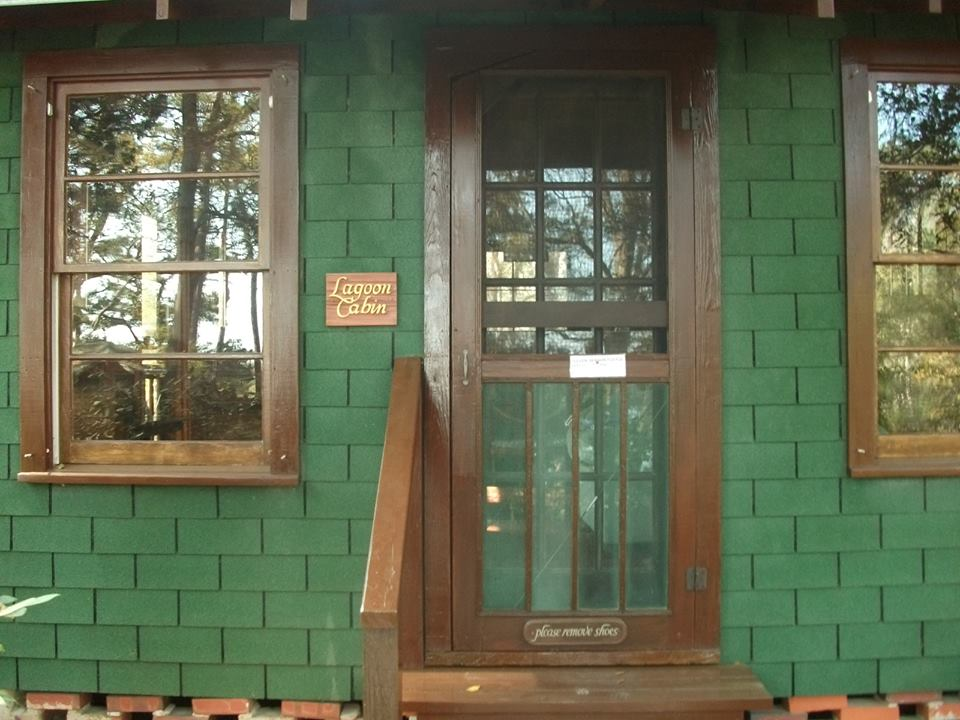
كابينة لاجون أمام
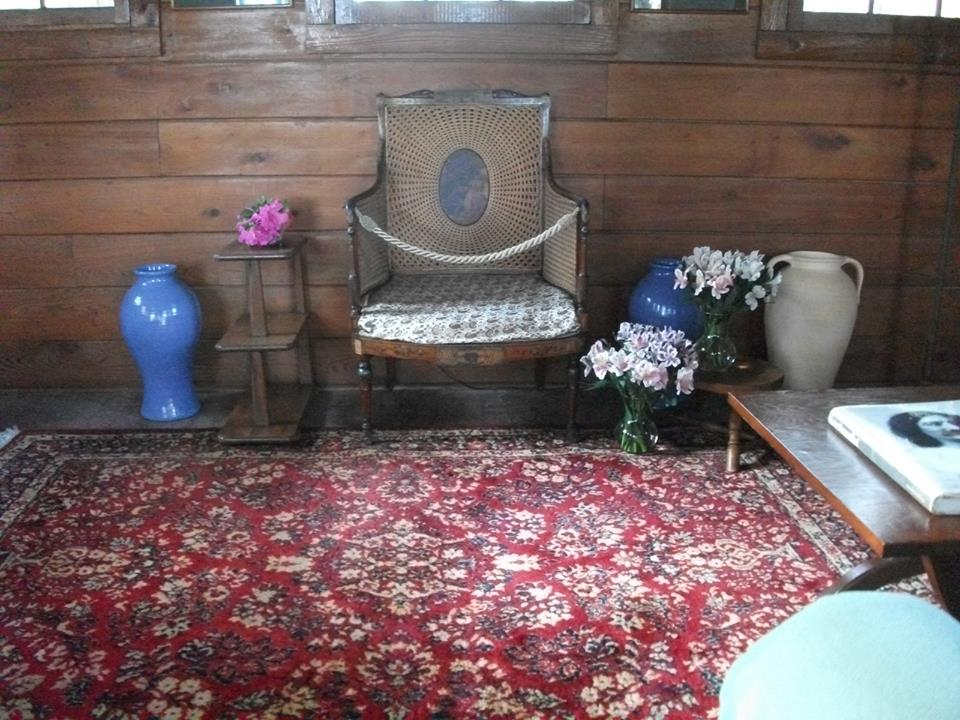
كابينة لاجون الداخلية
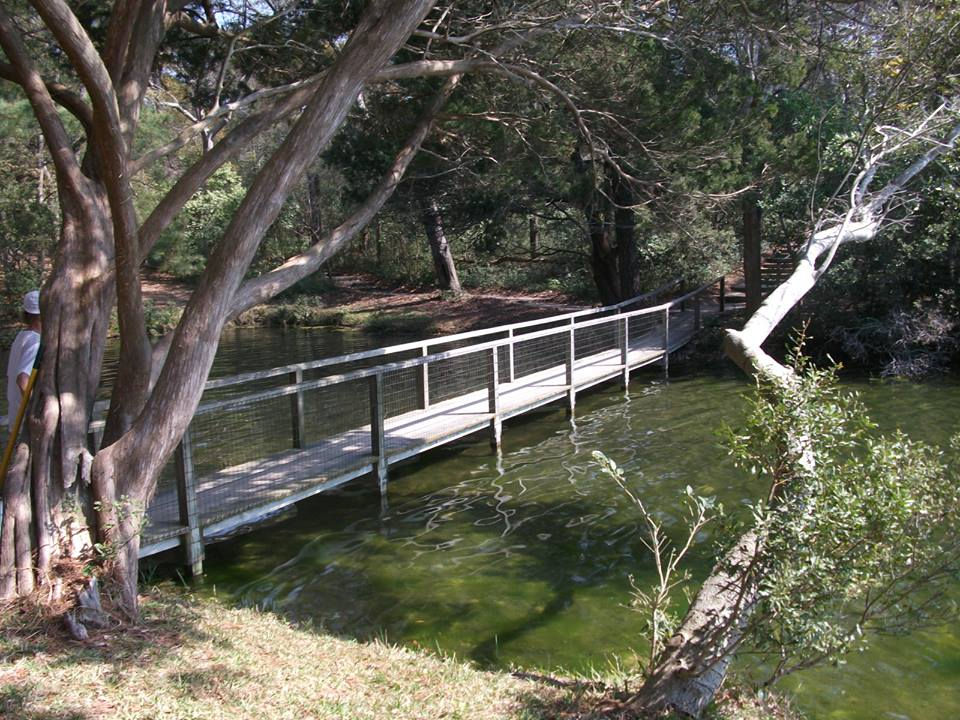
جسر المشي
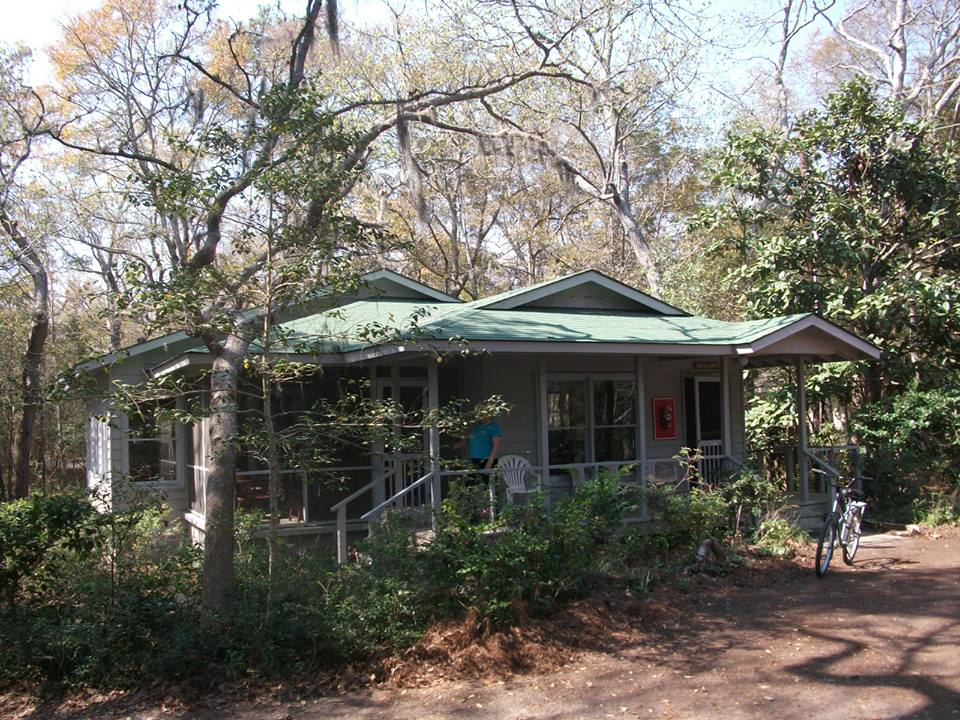
حجرة الطعام
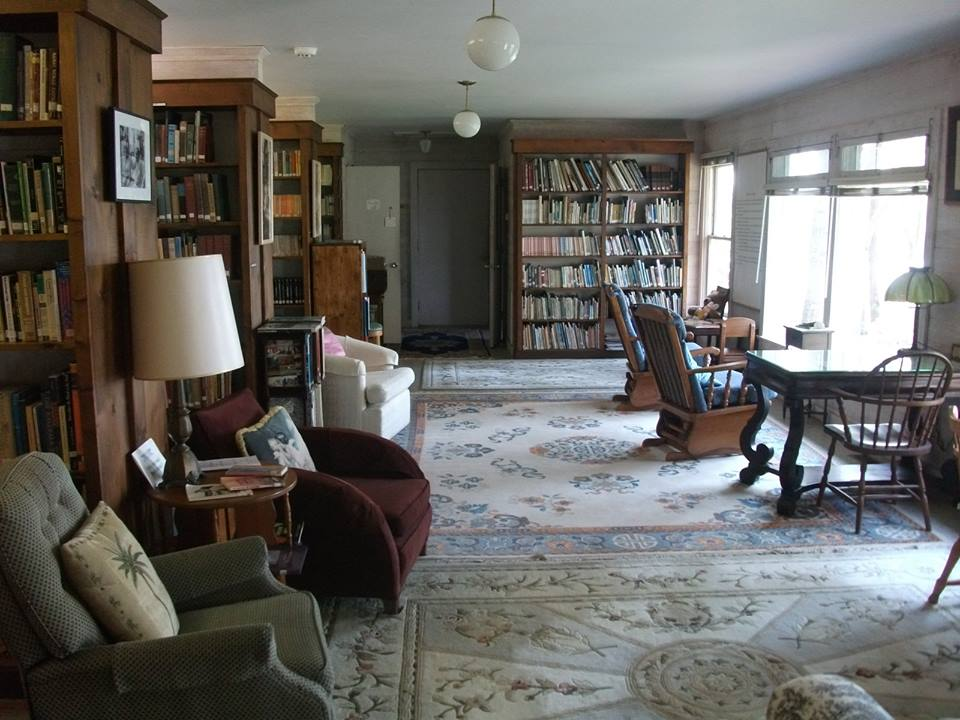
مكتبة ساروجا
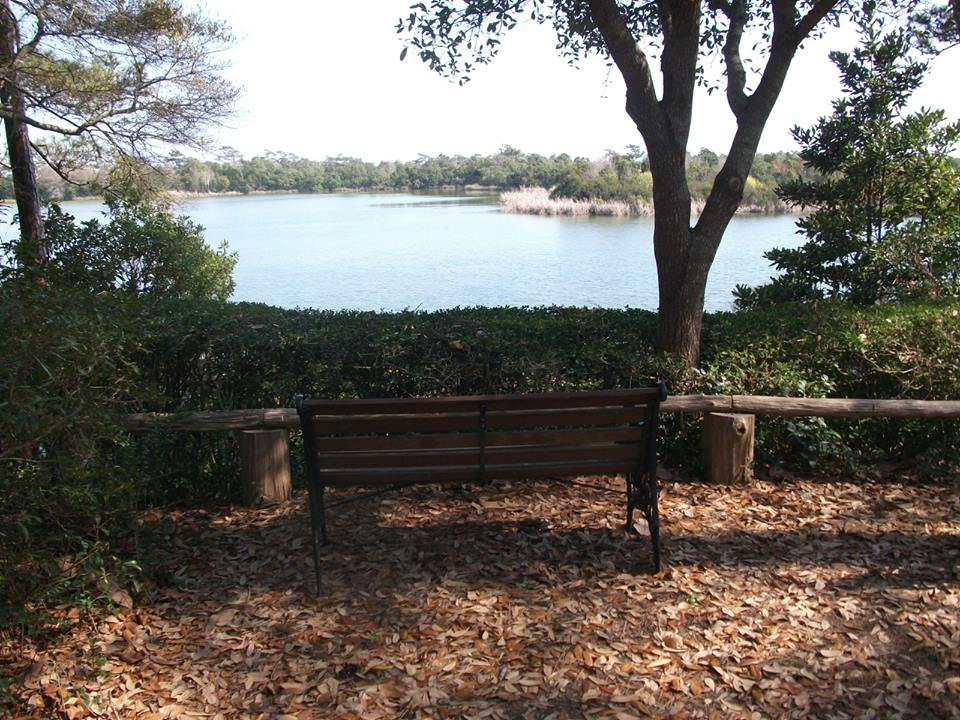
منظر البحيرة
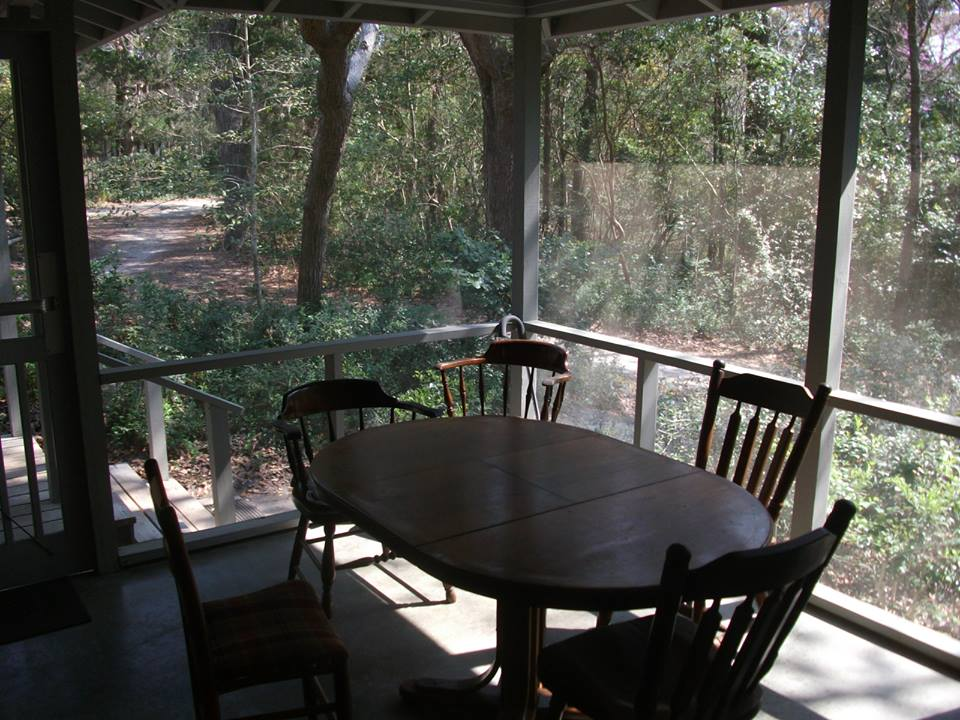
الاستراحة
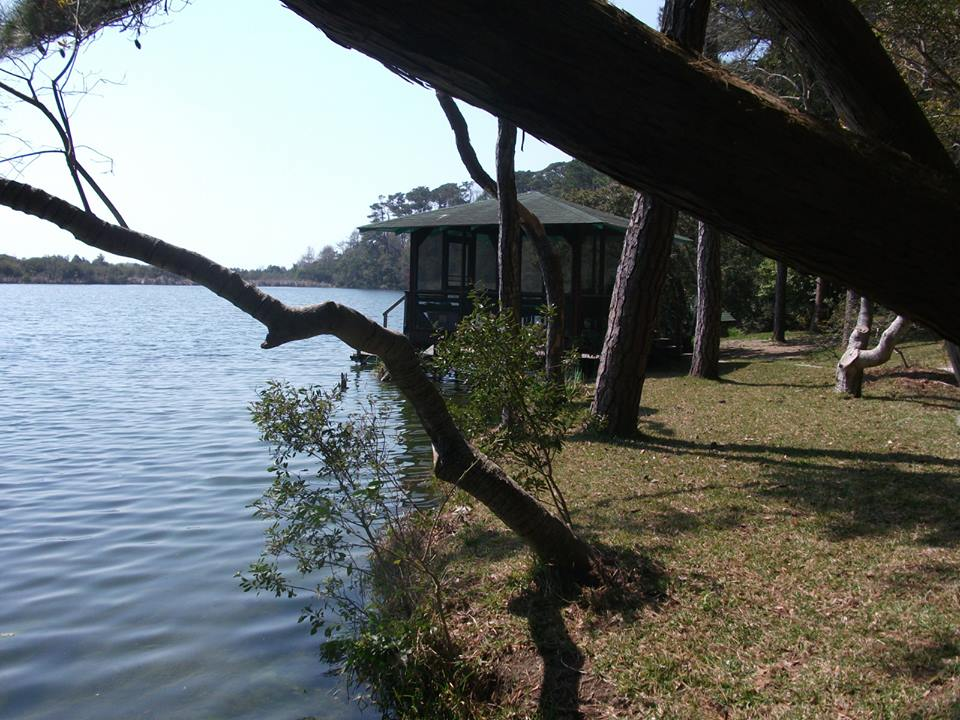
بيت القارب

## روابط خارجية
- الموقع الرسمي